# Sarcochlamys
Sarcochlamys és un gènere botànic amb una espècies de plantes de flors pertanyent a la família de les urticàcies.

## Espècies seleccionades
- Sarcochlamys pulcherima

## Sinònim
- Sphaerotylos